# Comité national olympique géorgien
Le Comité national olympique géorgien (en géorgien : საქართველოს ეროვნული ოლიმპიური კომიტეტი) est le comité national olympique de la Géorgie. Il représente le pays au Comité international olympique (CIO) et fédère les fédérations sportives géorgiennes. Il fait partie des Comités olympiques européens.
Le comité est fondé en 1989 et reconnu par le Comité international olympique en 1993.